# Jardín Botánico Canario Viera y Clavijo

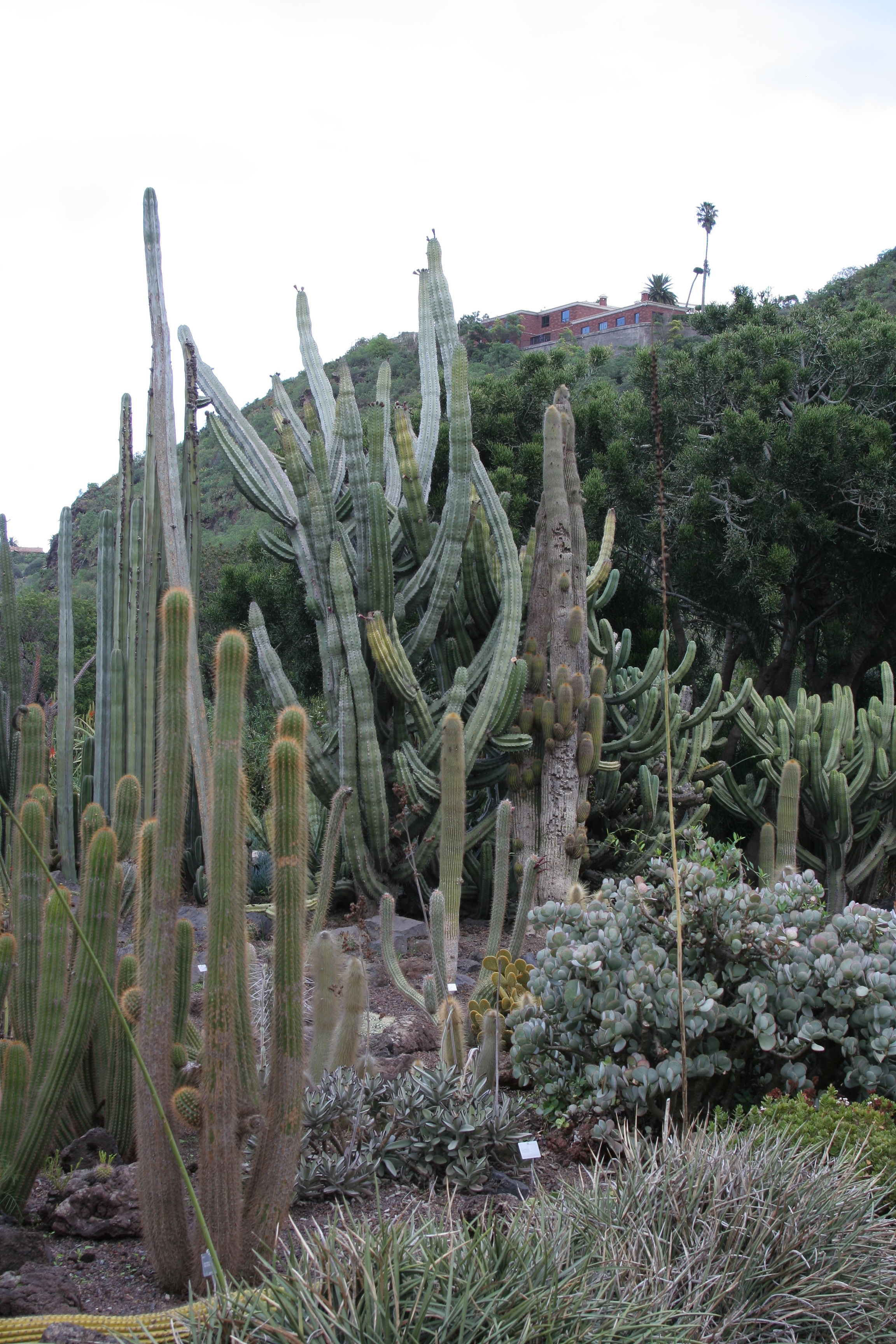
Jardín Botánico Canario Viera y Clavijo: Im Jardín de Cactus y Suculentas

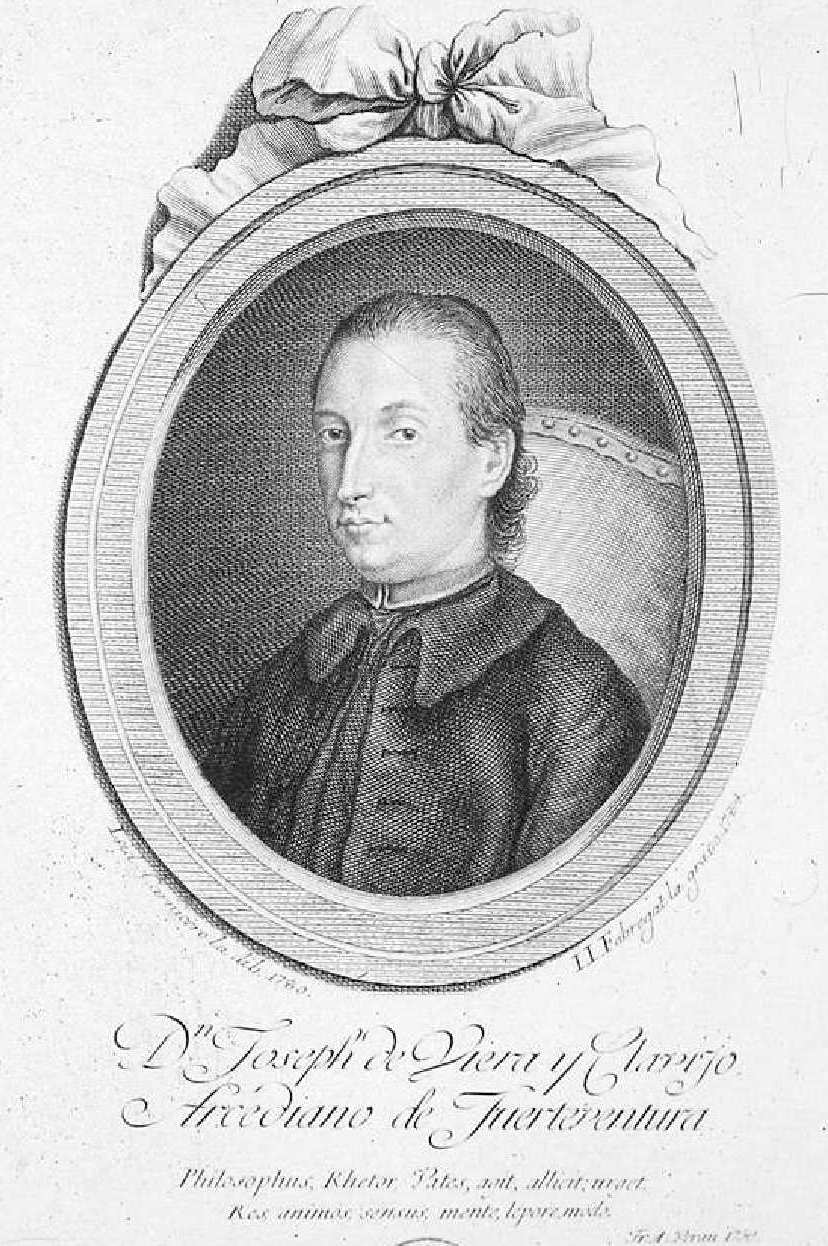
José Viera y Clavijo; nach ihm wurde der Jardín Botánico Canario Viera y Clavijo benannt

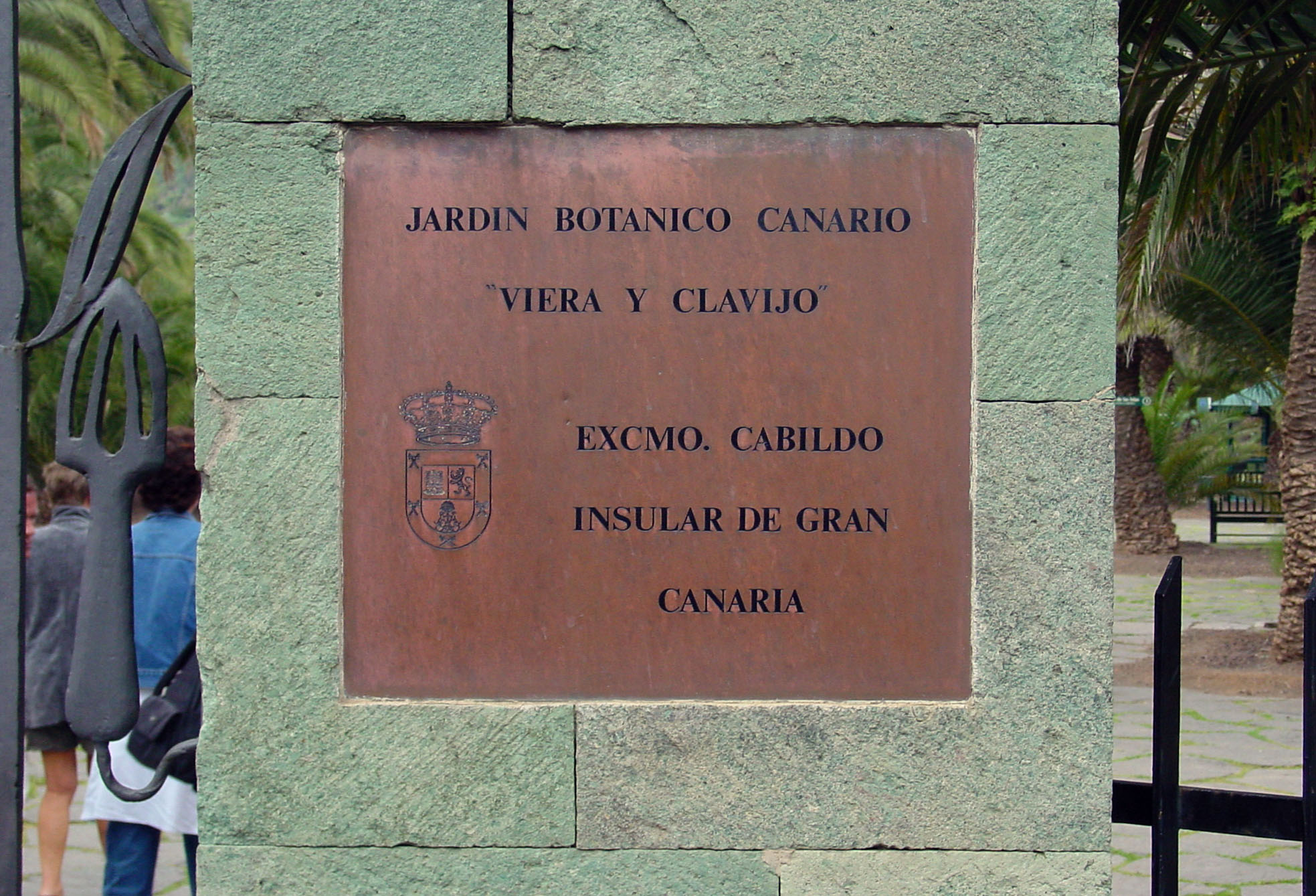
Schild am Eingang

Jardín Botánico Canario Viera y Clavijo ist der volle Name des botanischen Gartens auf der kanarischen Insel Gran Canaria. Dabei steht „Jardín Botánico Canario“ für „Botanischer Garten der Kanaren“, während mit dem Namenszusatz „Viera y Clavijo“ der Universalgelehrte José Viera y Clavijo geehrt wird.
Der botanische Garten Viera y Clavijo liegt im Nordosten Gran Canarias in Tafira Alta, etwa 7 km südwestlich der Hauptstadt Las Palmas de Gran Canaria. Er liegt also von Las Palmas aus landeinwärts, wenige Kilometer vor Sta. Brígida.

## Geschichte
Die Gründung dieses Botanischen Gartens kann geradezu als das Lebenswerk des schwedisch-spanischen Botanikers Erik Ragnar Svensson (1910–1973) bezeichnet werden. Svensson suchte lange nach dem optimalen Standort für einen Botanischen Garten auf den Kanaren, der so viele verschiedene endemische Pflanzenarten der Kanaren wie möglich gleichzeitig beherbergen kann. Diesen fand er schließlich an einem Steilhang des Barranco de Guiniguada in der Nähe von Tafira Alta, mit Wasserfällen und natürlichen Felsenhöhlen. Daraufhin begann ab 1952 die Arbeit zur Anlage des Gartens; 1959 wurde der Jardín Botánico Canario Viera y Clavijo eröffnet. Svensson wurde Erster Direktor des Botanischen Gartens. Nach seinem Tod 1973 wurde 1974 David Bramwell sein Nachfolger.

## Beschreibung
Der Garten beherbergt viele der etwa 500 auf den Kanaren endemischen Pflanzenarten und leistet durch Forschungsarbeit auch Hilfe für Artenschutzprogramme. Seit 1983 besitzt der Garten eine Samenbank, in der unter anderem die Samen von etwa 400 auf den Kanaren und den anderen Makaronesischen Inseln endemischen Baumarten aufbewahrt werden.
Der Botanische Garten Viera y Clavijo ist etwa 27 Hektar groß. Bedeutende Teile der Anlage sind der Jardín de las Islas („Garten der Inseln“), der Jardín de Cactus y Suculentas („Garten der Kakteen und Sukkulenten“, mit etwa 2.000 ausgestellten Arten der Sukkulenten), der Jardín Macaronésico Ornamental („Makaronesischer Zierpflanzengarten“) und El Jardín Escondido („Der versteckte Garten“, Gewächshaus). Erwähnenswert sind auch El Pínar („Der Kiefernhain“) und Bosque de Laurísílva („Lorbeerwald“).
Am „Brunnen der Weisen“ (La Fuente de Los Sabios) werden europäische Botaniker (u. a. Philip Barker Webb und der Deutsche Carl August Bolle) geehrt, die die Pflanzenwelt der Kanaren erforscht und erschlossen haben.
Die Gartenanlage ist ganzjährig für Besucher geöffnet.